# Лучинець (прізвище)
Лучинець — українське прізвище.

## Спосіб творення
Походить від патроніма Лука. Твориться за допомогою патронімічного суфікса –ець за ланцюжком Лука ᐅ Луч-ин  ᐅ  Лучин-ець.

## Згадка у мовознавчих працях
Юліан Редько вважає, що прізвища на -ець могли утворюватися не тільки від імені чи прізвиська баби, але й від імені діда: Артимовець, Гриновець, Лучинець, Лешковець, Савинець, Сенинець, Фединець.